# در میان ستارگان (آلبوم جانی کش)
در میان ستارگان(به انگلیسی: Out Among the Stars) آلبوم استودیویی پسارحلتی از جانی کش است که در تاریخ ۲۵ مارس ۲۰۱۴ توسط لِگَسی رکوردینگز منتشر شد. آهنگ‌های این آلبوم، آهنگ‌هایی گمشده مربوط به دهه ۸۰ است که کش با همکاری تهیه‌کننده کانتری‌پولیتن معروف یعنی بیلی شریل ساخته بود و کمپانی تولیدکننده آلبومهایش یعنی کلمبیا رکوردز آن‌ها را دسته‌بندی و حفظ کرده بود تا اینکه پسرش جان کارتر کش در سال ۲۰۱۲ آن‌ها را پیدا کرد. جانی کَش همچنین آلبوم The Barron را به تهیه‌کنندگی شریل ساخته بود تا از فروش کم آلبوم‌های اخیر آنموقعش رهایی یابد اما این عمل جواب نداد و باعث شده بود تا مدیران تهیه‌کننده آلبومهایش از او روی برگردانند.

## انتشار و تبلیغ
پیش از انتشار آلبوم تک آهنگی به نام "زمانی مرا خیلی دوست داشت" که رمیکسی از پشت صفحه آهنگ الویس کاستلو بود منتشر شد.

## آهنگ‌ها
1. "در میان ستارگان" (آدام میشل) – 3:02
2. "عزیزم راحت بران" (ریچرد دابسون) – 2:43
3. "زمانی مرا خیلی دوست داشت" (کای فلمینگ، دنیس مورگن, و چارلز کیلِن) – 3:11
4. "به‌هرحال" (چارلز کاچرَن و سَندی مِیسِن) – 2:47[۴]
5. "دارم میروم" (هنک اسنو) – 3:09
6. "اگر به تو بگویم او که بود" (بابی برداک, کرلی پوتمن) – 3:05
7. "مادرت را صدا کن" (کَش) – 3:17
8. "از ذهنم بیرونش کردم" (گری جنتری، هیلمن هال) – 3:01
9. "تنسی" (ریک اسکات) – 3:27
10. "کفش‌های راک اند رول" (پُل کِنِرلی, گراهام لایل) – 2:41
11. "فکر نمی‌کنی نوبت ما رسیده" (تامی کالینز) – 2:17
12. "آمده‌ام تا باور کنم" (کَش) – 3:29
13. "زمانی مرا خیلی دوست داشت" (نسخه جی‌سی/ای‌سی) (کای فلمینگ، دنیس مورگن, و چارلز کیلِن) – 3:23